# Stadler KISS
Stadler KISS (początkowo Stadler DOSTO) – rodzina piętrowych elektrycznych i spalinowych zespołów trakcyjnych produkowana od 2010 przez szwajcarskie przedsiębiorstwo Stadler Rail. Liczba sprzedanych pojazdów tej rodziny wynosi ponad 300.
Pojazdy początkowo nosiły nazwę DOSTO (od niem. Doppelstock, co znaczy piętrowy). Nowa nazwa handlowa KISS to akronim mający rozwinięcie w języku niemieckim (Komfortabler Innovativer Spurtstarker S-Bahn-Zug), oznaczające Komfortowy, Innowacyjny Szybki Pociąg Podmiejski.
KISS-y powstają w różnych wersjach o różnej liczbie członów (od 3 do 8), dostosowane do różnych rozstawów szyn (1435 lub 1524 mm) i napięć zasilania (3 kV DC, 15 kV AC lub 25 kV AC) oraz różnym przeznaczeniu. Jednostki zostały zamówione przez przewoźników z 10 państw.

## Historia

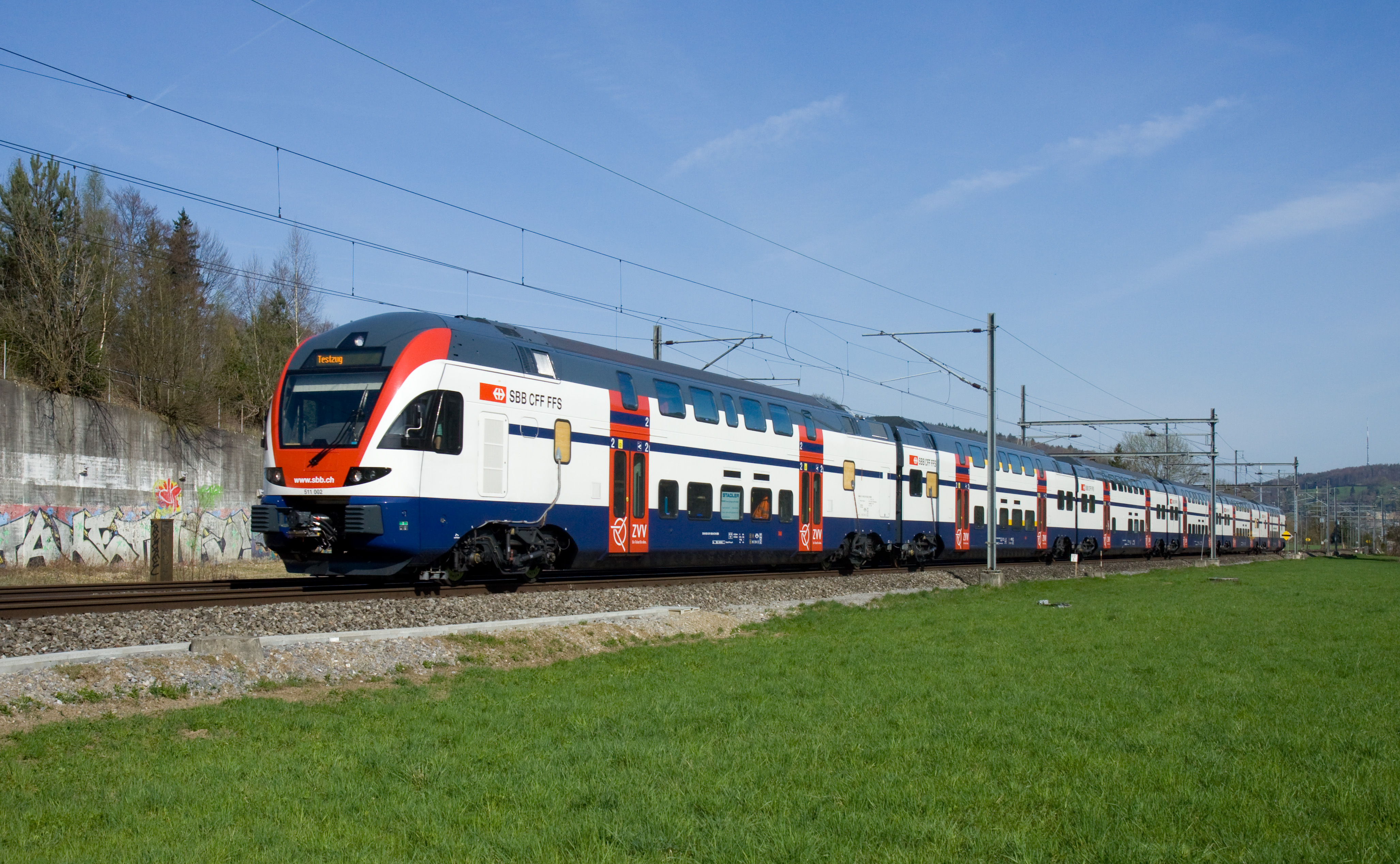
6-członowy RABe 511 SBB

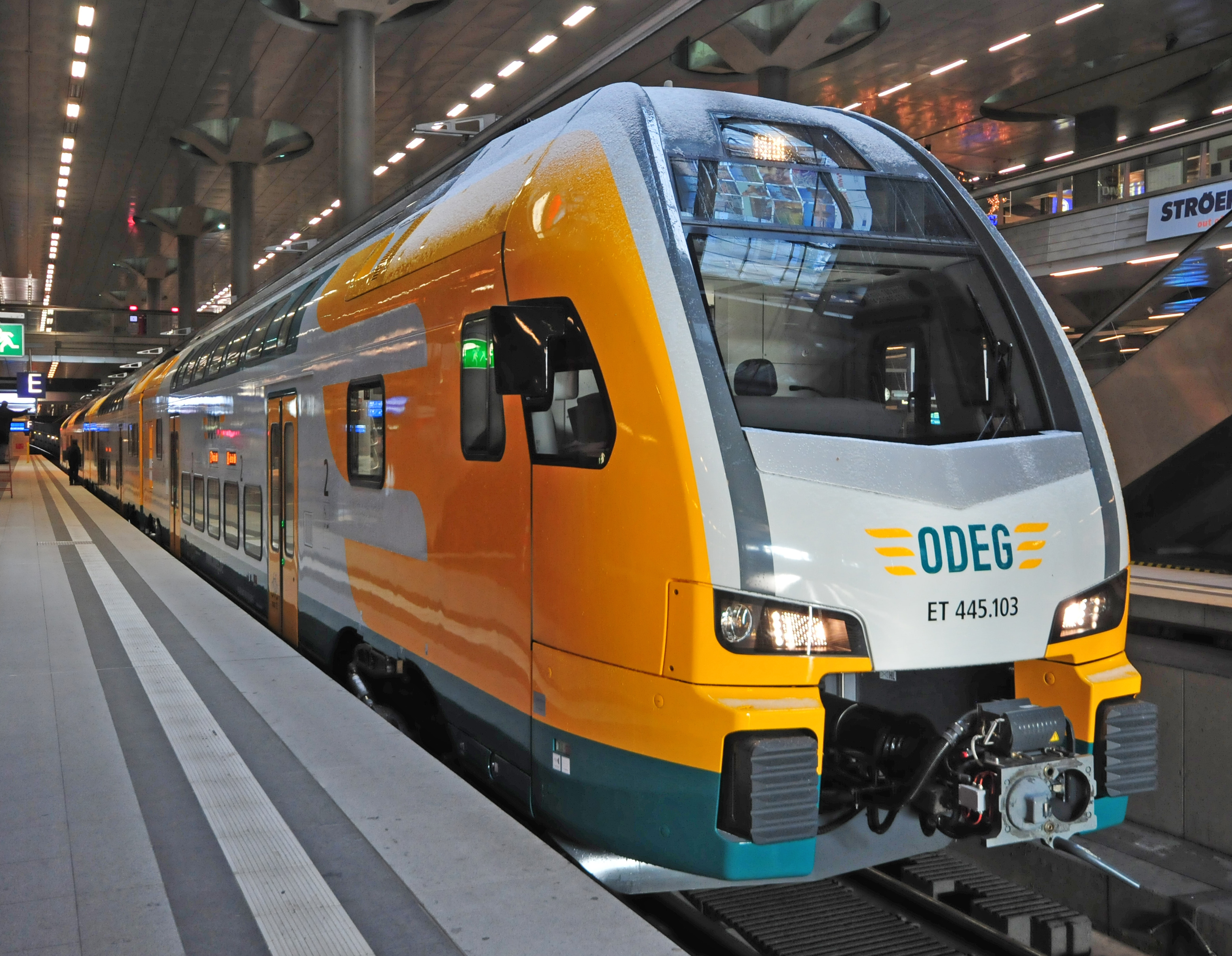
ET 445.103 przewoźnika ODEG

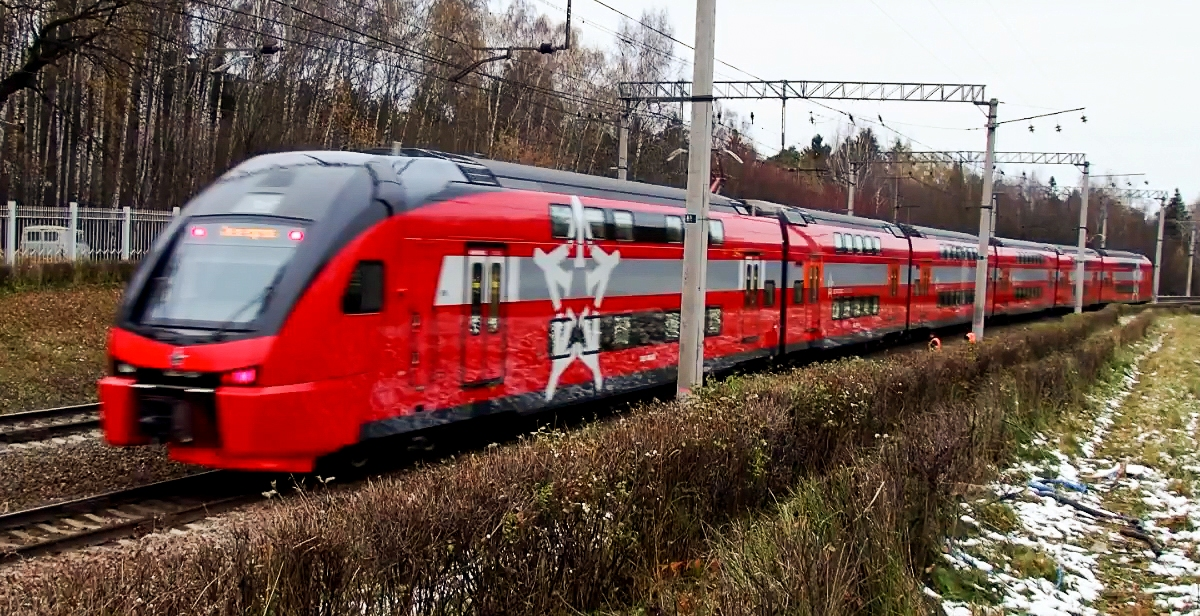
ESz2-024 dla Aeroexpressu

W 2008 roku Stadler otrzymał pierwsze zamówienie na składy piętrowe – szwajcarskie koleje państwowe SBB zamówiły na potrzeby S-Bahn w Zurychu 50 jednostek 6-członowych, normalnotorowych, zasilanych napięciem 15 kV AC, o prędkości maksymalnej wynoszącej 160 km/h. Pojazdy otrzymały nazwę DOSTO.
W czerwcu 2009 spółka otrzymała pierwsze zamówienie z Austrii – koleje Westbahn zamówiły 7 sztuk 6-członowych składów, które zostały przystosowane do prędkości 200 km/h i otrzymały przedziały bistro. Jednocześnie zmieniono nazwę jednostkę piętrowych z DOSTO na KISS. Pod koniec 2009 Stadler otrzymał pierwsze zamówienie na jednostki 4-członowe i pierwsze zamówienie z Niemiec – BeNEX i Arriva Deutschland, ówcześni właściciele Ostdeutsche Eisenbahn (ODEG) złożyli zamówienie na 16 pociągów.
W 2010 roku zostały zamówione pierwsze jednostki 3-członowe i jednocześnie 2-systemowe – luksemburskie koleje państwowe Société Nationale des Chemins de Fer Luxembourgeois zamówiły 8 zespołów dostosowanych do napięcia 15 kV i 25 kV AC. W tym samym roku Stadler otrzymał również kolejne zamówienie ze Szwajcarii – koleje BLS zamówiły 28 składów 4-wagonowych, a SBB rozszerzyło zamówienie z 2008 roku o dodatkowe 24 jednostki 4-członowe.
W 2013 roku spółka otrzymała kolejne zamówienie z Niemiec – firma leasingowa Alpha Trains zamówiła 13 sztuk 6-członowych pociągów piętrowych dla WestfalenBahn. W tym samym roku producent otrzymał również pierwsze zamówienie na składy szerokotorowe i jednostki zasilane prądem 3 kV DC – rosyjski przewoźnik Aeroexpress zamówił 25 jednostek 4- i 6-członowych.
W 2015 roku, po dostarczeniu 2 jednostek do Rosji, doszło do załamania kursu rubla, przez co realizacja zamówienia została zawieszona, pomimo tego, że gotowych jednostek było więcej. Z tego powodu Stadler rozpoczął poszukiwania alternatywnych nabywców na gotowe jednostki – 5 jednostek trafiło do azerbejdżańskiego przewoźnika Azərbaycan Dəmir Yolları, a kolejne 4 zostały zamówione przez Koleje Gruzińskie.
W 2015 roku producent otrzymał pierwsze zamówienie ze Szwecji i jednocześnie pierwsze zamówienie na jednostki 5-członowe – przewoźnik Malab zamówił 33 jednostki, w 2016 roku pierwsze zamówienie ze Stanów Zjednoczonych – przewoźnik Caltrain zamówił 16 jednostek 6-członowych, a w 2017 pierwsze zamówienie z Węgier.
W 2017 roku dla przewoźnika Westbahn Stadler dostarczył pierwszą jednostkę KISS 2 nieznacznie różnicą się od poprzedniej generacji KISS-ów.
W 2018 roku pierwsze zamówienie na jednostki KISS złożyły Koleje Słoweńskie oraz zamówiono pierwsze jednostki 7-członowe.
W 2021 roku powstała pierwsze jednostka o napędzie spalinowym

## Konstrukcja
Elektryczne zespoły trakcyjne z rodziny KISS są pojazdami piętrowymi o budowie modułowej. Producent oferuje pociągi w wersji aglomeracyjnej i regionalnej. Ich prędkość maksymalna wynosi od 160 km/h do 200 km/h. Jednostki dostosowane są do trakcji wielokrotnej, w tym z jednopokładowymi jednostkami FLIRT.
Specyfika składów zależy od zamawiającego.
| Przewoźnik                                                | Liczba członów | Układ osi                            | Miejsca siedzące | Miejsca siedzące | Wysokość podłogi | Wysokość podłogi | Wysokość podłogi | Masa służbowa | Długość całkowita | Liczba i moc silników | Prędkość maksymalna | Źródła              |
| Przewoźnik                                                | Liczba członów | Układ osi                            | 2 kl.            | 1 kl.            | wejścia          | dolnego pokładu  | górnego pokładu  | Masa służbowa | Długość całkowita | Liczba i moc silników | Prędkość maksymalna | Źródła              |
| --------------------------------------------------------- | -------------- | ------------------------------------ | ---------------- | ---------------- | ---------------- | ---------------- | ---------------- | ------------- | ----------------- | --------------------- | ------------------- | ------------------- |
| Deutsche Bahn (odkupione od Westbahn)                     | 4              | Bo’Bo’+2’2’+2’2’+Bo’Bo’              | –                | 326              | 570 mm           | 440 mm           | 2515 mm          |               | 100 m             | (4000) kW             | 200 km/h            | [ 19 ]              |
| Deutsche Bahn (odkupione od Westbahn)                     | 6              | Bo’Bo’+2’2’+2’2’+2’2’+2’2’+Bo’Bo’    | –                | 501              | 570 mm           | 440 mm           | 2515 mm          | 296 t         | 150 m             | 8×500 kW              | 200 km/h            | [ 5 ]               |
| Deutsche Bahn (odkupione od Westbahn)                     | 6              | Bo’Bo’+2’2’+2’2’+2’2’+2’2’+Bo’Bo’    | –                | 526              | 570 mm           | 440 mm           | 2515 mm          |               | 150 m             | (4000) kW             | 200 km/h            | [ 19 ]              |
| CFL                                                       | 3              | 2’Bo’+2’2’+Bo’2’                     | 255              | 29               | 580 mm           | 440 mm           | 2515 mm          | 170,1 t       | 79,84 m           | (2000) kW             | 160 km/h            | [ 20 ] [ 6 ]        |
| ODEG                                                      | 4              | 2’Bo’+2’2’+2’2’+Bo’2’                | 404              | 24               | 580 mm           | 440 mm           | 2515 mm          | 205,8 t       | 105,22 m          | (2000) kW             | 160 km/h            | [ 21 ] [ 6 ]        |
| WestfalenBahn                                             | 6              | 2’Bo’+2’2’+Bo’2’+2’2’+2’2’+Bo’2’     | 592              | 34               | 600 mm           | 440 mm           | 2515 mm          | 205,8 t       | 156,45 m          | 6×750 kW              | 160 km/h            | [ 22 ]              |
| Aeroexpress, Azərbaycan Dəmir Yolları i Koleje Gruzińskie | 4              | 2’2’+Bo’2’+Bo’Bo’+2’2’               | 312              | 84               | 1285 mm          | 685 mm           | 2974 mm          | 237 t         | 101,7 m           | 6×400 kW              | 160 km/h            | [ 8 ] [ 23 ] [ 11 ] |
| Aeroexpress, Azərbaycan Dəmir Yolları i Koleje Gruzińskie | 6              | 2’2’+Bo’Bo’+2’2’+2’2’+Bo’Bo’+2’2’    | 616              | 84               | 1285 mm          | 685 mm           | 2974 mm          | 349 t         | 155,1 m           | 8×400 kW              | 160 km/h            | [ 8 ] [ 23 ] [ 11 ] |
| SBB                                                       | 4              | Bo’Bo’+2’2’+2’2’+Bo’Bov              | 277              | 60               | 555 mm           | 440 mm           | 2515 mm          | 211,9 t       | 100,36 m          | 8×500 kW              | 160 km/h            | [ 24 ]              |
| SBB                                                       | 6              | Bo’Bo’+2’2’+2’2’+2’2’+2’2’+Bo’Bo’    | 415              | 120              | 555 mm           | 440 mm           | 2515 mm          | 297 t         | 150 m             | 8×500 kW              | 160 km/h            | [ 4 ]               |
| BLS                                                       | 4              | Bo’Bo’+2’2’+2’2’+Bo’Bo’              | 274              | 61               | 570 mm           | 440 mm           | 2515 mm          | 216 t         | 102,24 mm         | 8×500 kW              | 160 km/h            | [ 2 ]               |
| Mälab                                                     | 5              |                                      |                  |                  |                  |                  |                  |               | 105 m             |                       | 200 km/h            | [ 12 ]              |
| Caltrain                                                  | 6              | 2'’Bo’+Bo’Bo’+2’2’+Bo’Bo’+2’2’+Bo’2’ |                  |                  | 559 mm i 1283 mm |                  |                  |               | 157 m             | (6000) kW             | 177 km/h            | [ 25 ]              |
| Magyar Államvasutak                                       | 6              |                                      | 600              | 600              |                  |                  |                  |               | 155,8 m           |                       | 160 km/h            | [ 14 ]              |
| Slovenske železnice                                       | 3              |                                      | 292              | 292              |                  |                  |                  |               | 79,84 m           |                       | 160 km/h            | [ 26 ]              |
| Westbahn                                                  | 6              |                                      | 526              | 526              |                  |                  |                  |               | 150 m             |                       | 200 km/h            | [ 27 ]              |

## Eksploatacja
| Państwo              | Przewoźnik               | Liczba sztuk         | Napęd                | Rozstaw szyn         | Liczba członów       | Liczba członów       | Liczba członów       | Liczba członów       | Liczba członów       | Liczba członów       | Oznaczenie serii przewoźnika | Lata dostaw          | Liczba sztuk w kraju | Źródła                     |
| Państwo              | Przewoźnik               | Liczba sztuk         | Napęd                | Rozstaw szyn         | 3                    | 4                    | 5                    | 6                    | 7                    | 8                    | Oznaczenie serii przewoźnika | Lata dostaw          | Liczba sztuk w kraju | Źródła                     |
| -------------------- | ------------------------ | -------------------- | -------------------- | -------------------- | -------------------- | -------------------- | -------------------- | -------------------- | -------------------- | -------------------- | ---------------------------- | -------------------- | -------------------- | -------------------------- |
| Austria              | Westbahn                 | 0 z 15               |                      |                      |                      |                      |                      | 0 z 15               |                      |                      |                              |                      | 0 z 15               | [ 27 ]                     |
| Azerbejdżan          | Azərbaycan Dəmir Yolları | 9                    | 3 kV DC              | 1524 mm              |                      | 9                    |                      |                      |                      |                      | EŞ2                          | 2015–2019            | 9                    | [ 23 ] [ 10 ] [ 6 ] [ 28 ] |
| Azerbejdżan          | Azərbaycan Dəmir Yolları | 1                    | spalinowy            | 1524 mm              |                      |                      |                      |                      |                      | 1                    | DŞ2                          | 2021                 | 1                    | [ 18 ]                     |
| Gruzja               | Koleje Gruzińskie        | 4                    | 3 kV DC              | 1524 mm              |                      | 4                    |                      |                      |                      |                      | GRS                          | od 2016              | 4                    | [ 8 ] [ 11 ] [ 29 ] [ 30 ] |
| Luksemburg           | CFL                      | 8 z 19               | 25 kV AC 15 kV AC    | 1435 mm              | 8 z 19               |                      |                      |                      |                      |                      | 2300                         | od 2013              | 8 z 19               | [ 20 ] [ 31 ] [ 6 ]        |
| Niemcy               | ODEG                     | 16                   | 15 kV AC             | 1435 mm              |                      | 16                   |                      |                      |                      |                      | ET 445                       | 2012                 | 46 z 64              | [ 21 ] [ 6 ]               |
| Niemcy               | WestfalenBahn            | 13                   | 15 kV AC             | 1435 mm              |                      |                      |                      | 13                   |                      |                      | ET 600                       | 2015                 | 46 z 64              | [ 22 ] [ 6 ]               |
| Niemcy               | DB Fernverkehr           | 17                   | 15 kV AC             | 1435 mm              |                      | 9                    |                      | 8                    |                      |                      |                              |                      | 46 z 64              | [ 31 ] [ 19 ] [ 3 ] [ 32 ] |
| Niemcy               | DB Regio                 | 0 z 18               | 15 kV AC             | 1435 mm              |                      | 0 z 18               |                      |                      |                      |                      |                              |                      | 46 z 64              | [ 33 ]                     |
| Rosja                | Aeroexpress              | 11                   | 3 kV DC              | 1524 mm              |                      | 2                    |                      | 9                    |                      |                      | ЭШ2 (ESz2)                   | 2015–2018            | 11                   | [ 8 ] [ 34 ] [ 6 ] [ 35 ]  |
| Stany Zjednoczone    | Caltrain                 | 0 z 19               | 25 kV AC             | 1435 mm              |                      |                      |                      |                      | 0 z 19               |                      |                              | 2019                 | 0 z 19               | [ 13 ] [ 25 ] [ 17 ]       |
| Szwajcaria           | SBB                      | 74 z 93              | 15 kV AC             | 1435 mm              |                      | 24                   |                      | 50 z 69              |                      |                      | RABe 511                     | od 2010              | 102 z 124            | [ 4 ] [ 26 ] [ 3 ] [ 36 ]  |
| Szwajcaria           | BLS                      | 28 z 31              | 15 kV AC             | 1435 mm              |                      | 28 z 31              |                      |                      |                      |                      | RABe 515                     | od 2012              | 102 z 124            | [ 2 ] [ 37 ]               |
| Słowenia             | Slovenske železnice      | 0 z 10               |                      |                      | 0 z 10               |                      |                      |                      |                      |                      |                              |                      | 0 z 10               | [ 16 ]                     |
| Szwecja              | Mälab                    | 0 z 33               |                      |                      |                      |                      | 0 z 33               |                      |                      |                      |                              | 2017                 | 0 z 33               | [ 12 ]                     |
| Węgry                | Magyar Államvasutak      | 2 z 40               |                      |                      |                      |                      |                      | 2 z 40               |                      |                      |                              |                      | 2 z 40               | [ 38 ] [ 39 ] [ 40 ]       |
| Łączna liczba sztuk: | Łączna liczba sztuk:     | Łączna liczba sztuk: | Łączna liczba sztuk: | Łączna liczba sztuk: | Łączna liczba sztuk: | Łączna liczba sztuk: | Łączna liczba sztuk: | Łączna liczba sztuk: | Łączna liczba sztuk: | Łączna liczba sztuk: | Łączna liczba sztuk:         | Łączna liczba sztuk: | 174 z 340            |                            |

### Austria

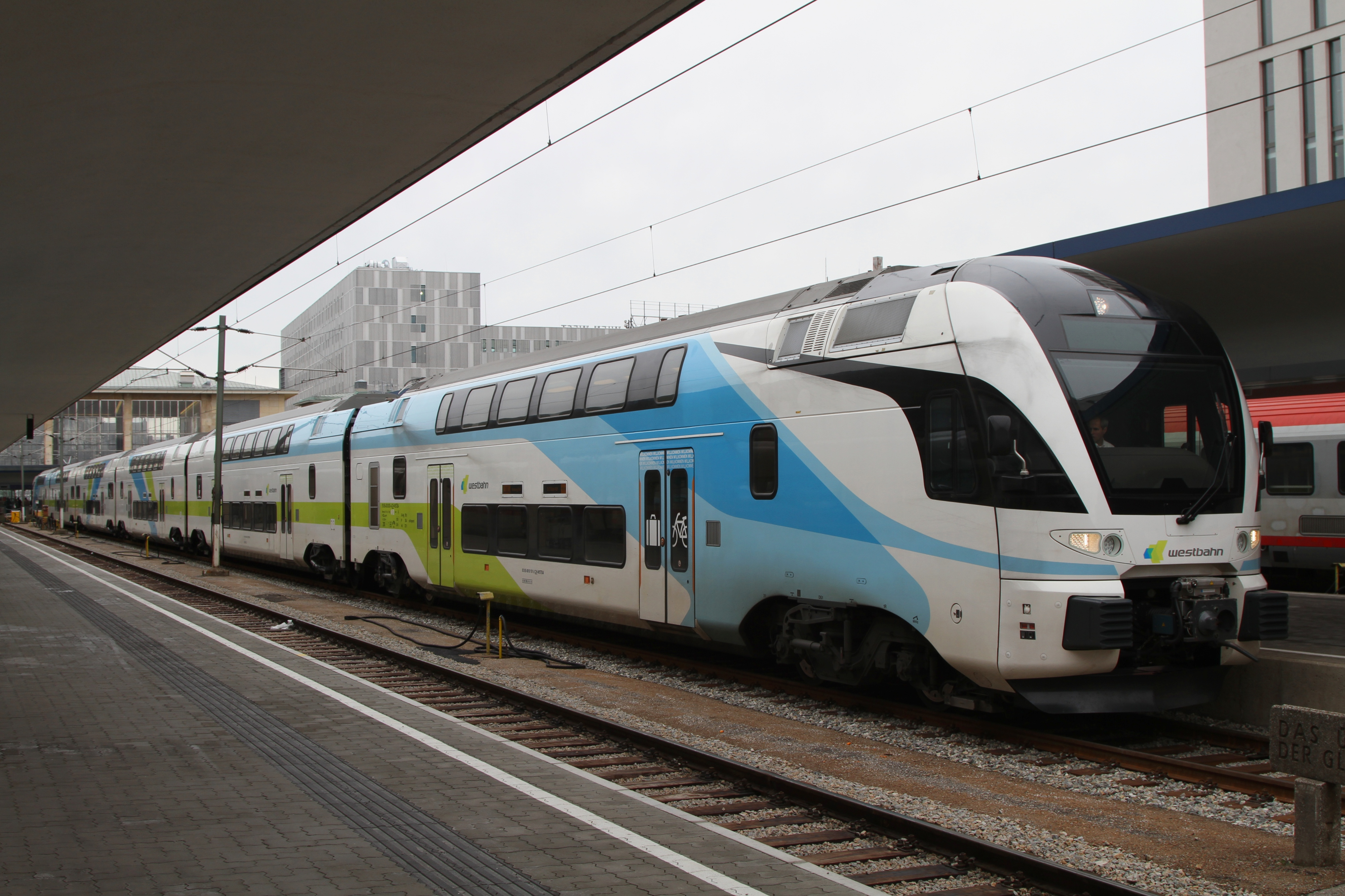
KISS kolei Westbahn

W czerwcu 2009 austriacki przewoźnik Westbahn złożył zamówienie na 7 piętrowych, 6-członowych składów. Pojazdy weszły do eksploatacji w grudniu 2011 na linii Wiedeń – Salzburg.
W maju 2015 przewoźnik zamówił jeszcze jedną jednostkę 6-członową oraz 9 jednostek 4-członowych, których dostawy planowane są na 2017 rok. 19 maja 2017 przewoźnik zaprezentował pierwszą gotową jednostkę.
W lipcu 2019 Deutsche Bahn kupiło wszystkie 17 jednostek należących do Westbahn. W wyniku sprzedaży przewoźnik zmuszony był do zmniejszenia taktu swoich połączeń z półgodzinnego na godzinny od grudnia 2019, kiedy przekazano pierwszą partię obejmującą 9 jednostek 4-członowych. 29 października 2019 przewoźnik zamówił 15 kolejnych sześciopokładowych pociągów wielopoziomowych, celem zastąpienia jednostek sprzedanych DB. Powodem sprzedaży taboru DB i zakupu nowego były korzystniejsze warunki finansowe.

### Azerbejdżan

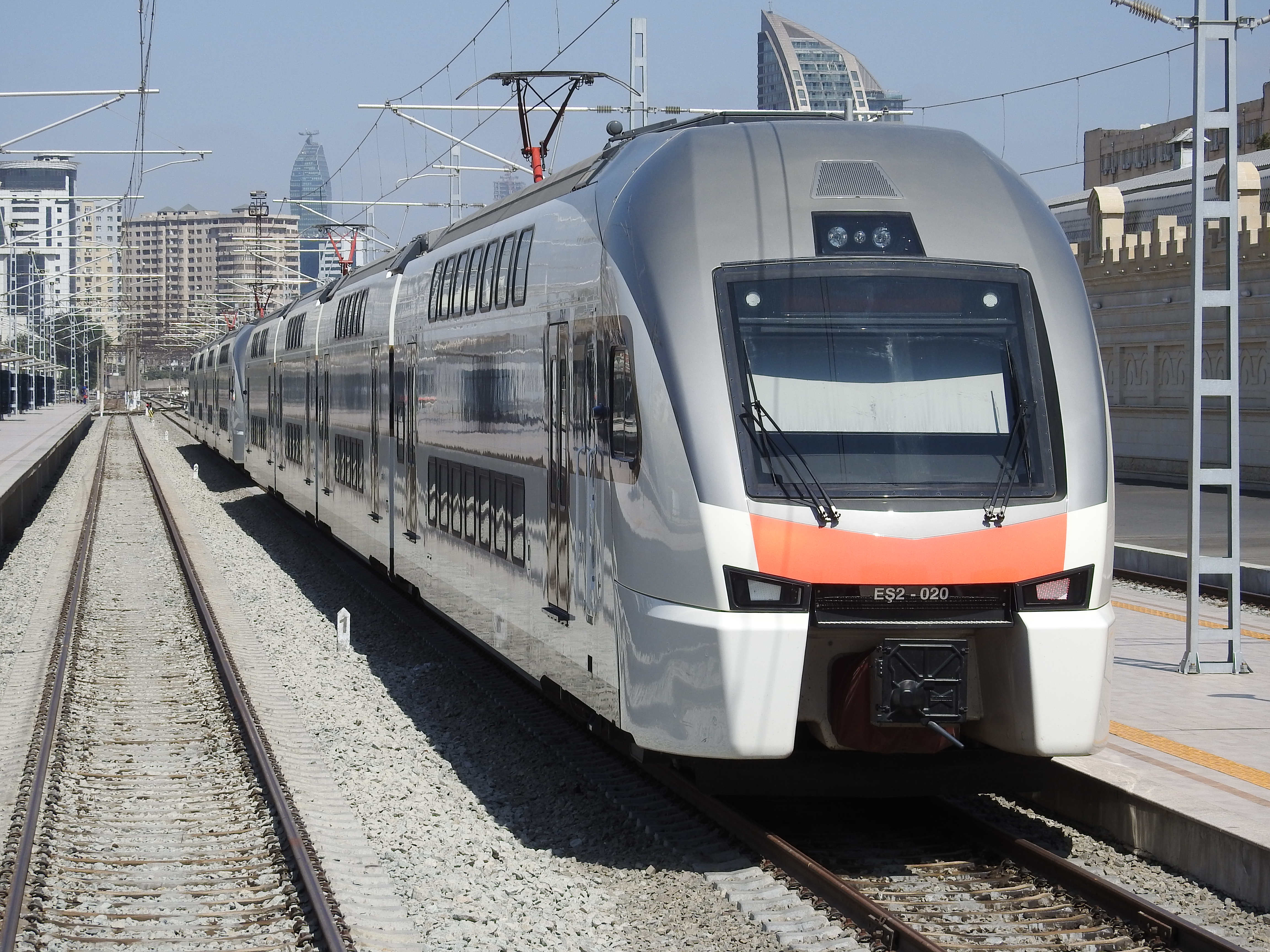
EŞ2-020 należący do Azərbaycan Dəmir Yolları

W maju 2015 podczas targów kolejowych TransCaspian 2015 azerbejdżański państwowy przewoźnik Azərbaycan Dəmir Yolları zamówił 5 sztuk 4-członowych KISS-ów do obsługi linii Baku – Sumgait.
Pierwsze 3 jednostki: EŞ2-003, 008 i 009 zostały dostarczone bardzo szybko (dwie w czerwcu, jedna w sierpniu), ponieważ były to nieodebrane przez rosyjski Aeroexpress jednostki ЭШ2 (ESz2), w których zmieniono siedzenia w 2 klasie oraz malowanie zewnętrzne. Pierwsza z nich była gotowa 21 maja i kilka dni później wyruszyła z mińskiego zakładu Stadlera do Azerbejdżanu, zaś w dniach 12–28 czerwca przewoziła gości Igrzysk Europejskich.
Czwarty i piąty skład zostały dostarczono w czerwcu 2016. W późniejszym czasie przewoźnik zakupił jeszcze 4 podobne jednostki.
W listopadzie 2021 roku dla przewoźnika dostarczony został jeszcze 8-członowy piętrowy spalinowy zespół trakcyjny DŞ2-001 z rodziny KISS.

### Gruzja

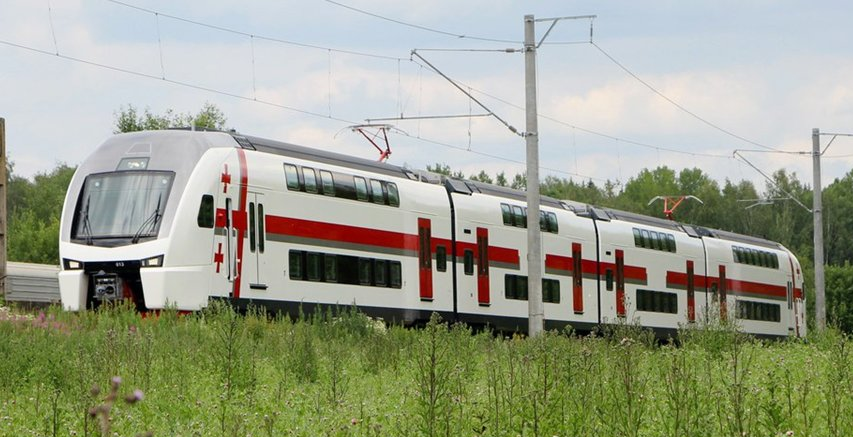
GRS dla Kolei Gruzińskich

22 kwietnia 2016 Koleje Gruzińskie zamówiły 4 sztuki 4-członowych KISS-ów do obsługi połączeń Tbilisi z nadmorskimi miejscowościami – Batumi, Kobuleti i Ureki. Na początku lipca dostarczono dwie jednostki 4-członowe, 22 lipca na stacji w Batumi odbyła się ich oficjalna prezentacja, a kilka dni później rozpoczęły one kursy z pasażerami. Tak szybka dostawa była możliwa, ponieważ przewoźnik otrzymał jednostki pierwotnie przeznaczone dla Rosji.

### Luksemburg

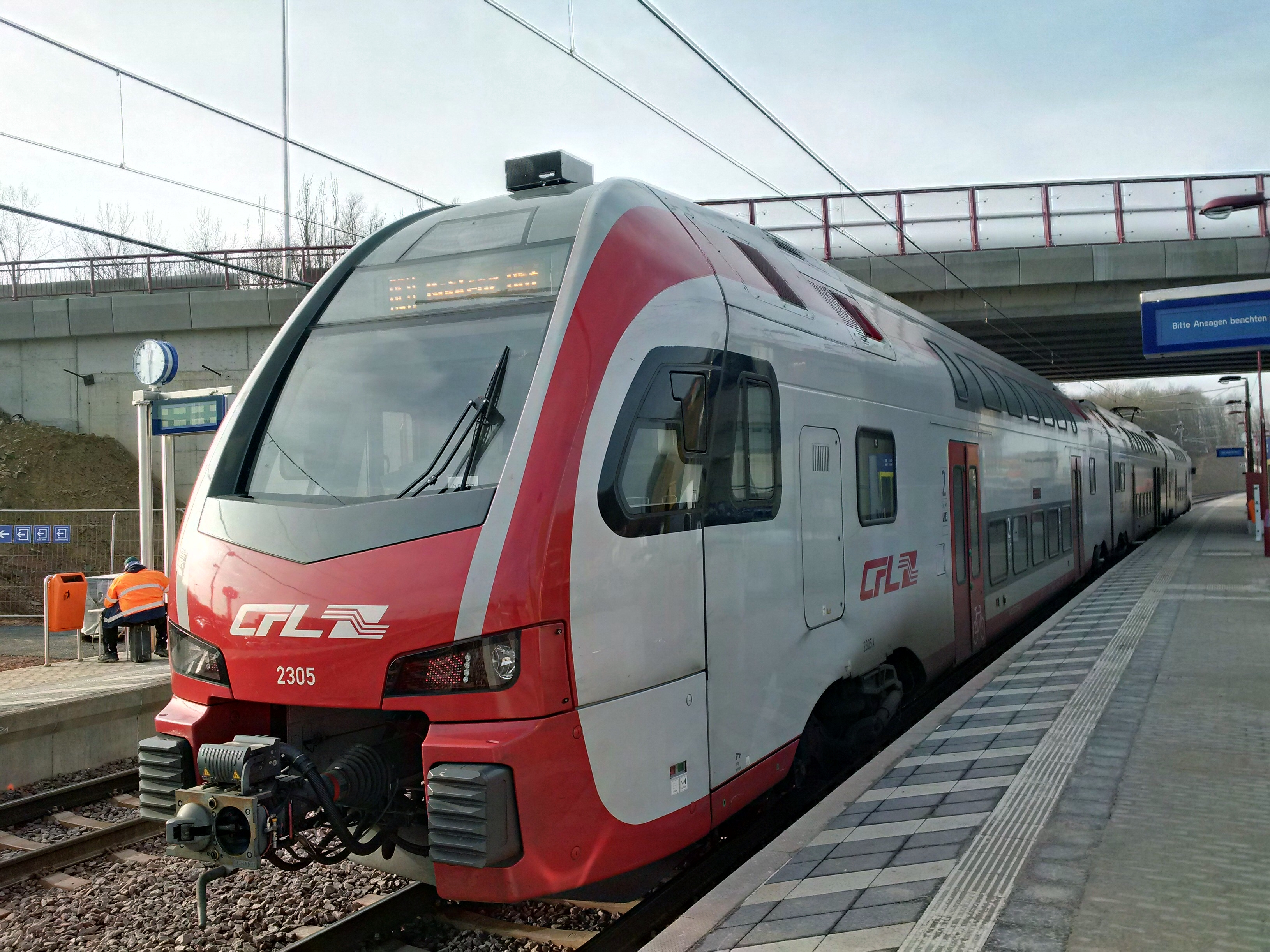
Jednostka 2305 przewoźnika CFL

W październiku 2010 luksemburskie koleje państwowe Société Nationale des Chemins de Fer Luxembourgeois zamówiły 8 zespołów 3-wagonowych z rodziny KISS z opcją na dostawę kolejnych 31 pociągów.
Składy weszły do eksploatacji w grudniu 2013, skierowano je do obsługi trasy Luksemburg – Koblencja.
W kwietniu 2015 zamówiono kolejnych 11 jednostek, których początek dostaw zaplanowano na 2018 rok.

### Niemcy
Deutsche Bahn

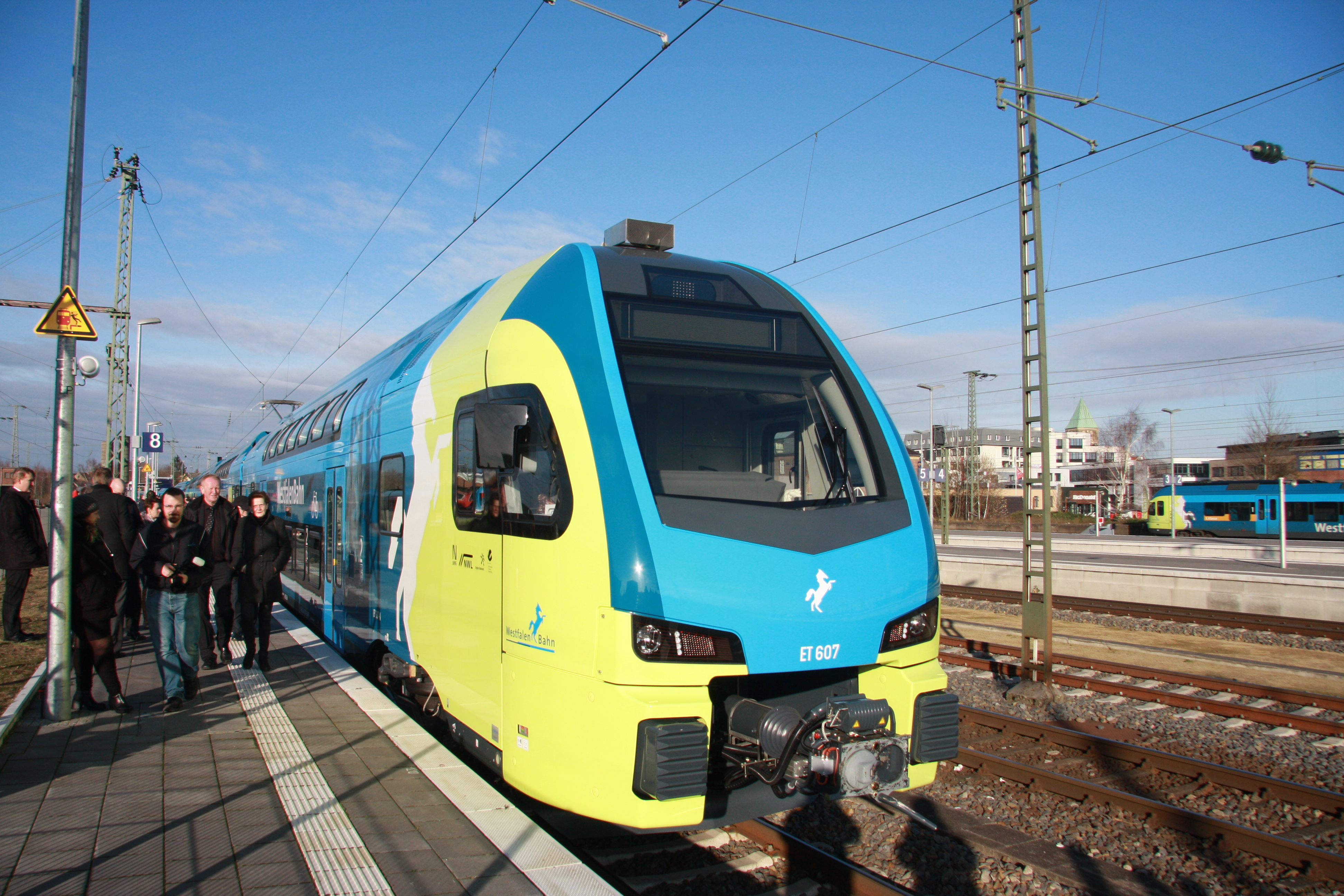
ET 607 przewoźnika WestfalenBahn

W czerwcu 2019 DB Regio zamówiło 18 jednostek 4-członowych do obsługi regionu Szlezwik-Holsztyn.
W lipcu 2019 Deutsche Bahn kupiło wszystkie 17 jednostek należących do austriackiego przewoźnika Westbahn. W lutym 2020 zaprezentowano pierwszą jednostkę w barwach DB
ODEG
W grudniu 2009 fundusz kapitałowy BeNEX i Arriva Deutschland, ówcześni właściciele Ostdeutsche Eisenbahn (ODEG), złożyli zamówienie na 16 pociągów DOSTO złożonych z 4 wagonów.
Produkcję rozpoczęto w połowie 2011 roku, a od 18 do 21 września 2012 jeden z zamówionych zespołów był prezentowany podczas targów InnoTrans w Berlinie.
W 2012 ODEG rozpoczęło eksploatację KISS-ów w Brandenburgii na trasach: RE 2 Wismar – Wittenberge – Berlin – Cottbus oraz RE 4 Stendal – Rathenow – Berlin – Jüterbog.
WestfalenBahn
Na początku 2013 Stadler otrzymał od przedsiębiorstwa leasingowego Alpha Trains zamówienie na 13 sztuk 6-członowych pociągów piętrowych dla WestfalenBahn. Pojazdy zostały wyprodukowane w niemieckim oddziale Stadlera w Pankow, ich dostawy rozpoczęto 7 września 2015, a 13 grudnia weszły one do eksploatacji na liniach RE60 (Rheine – Osnabrück – Hanower – Brunszwik) i RE70 (Bielefeld – Herford – Minden – Hanower – Brunszwik). Pojazdy zastąpiły piętrowe wagonowe składy DB Regio prowadzone lokomotywami.

### Rosja

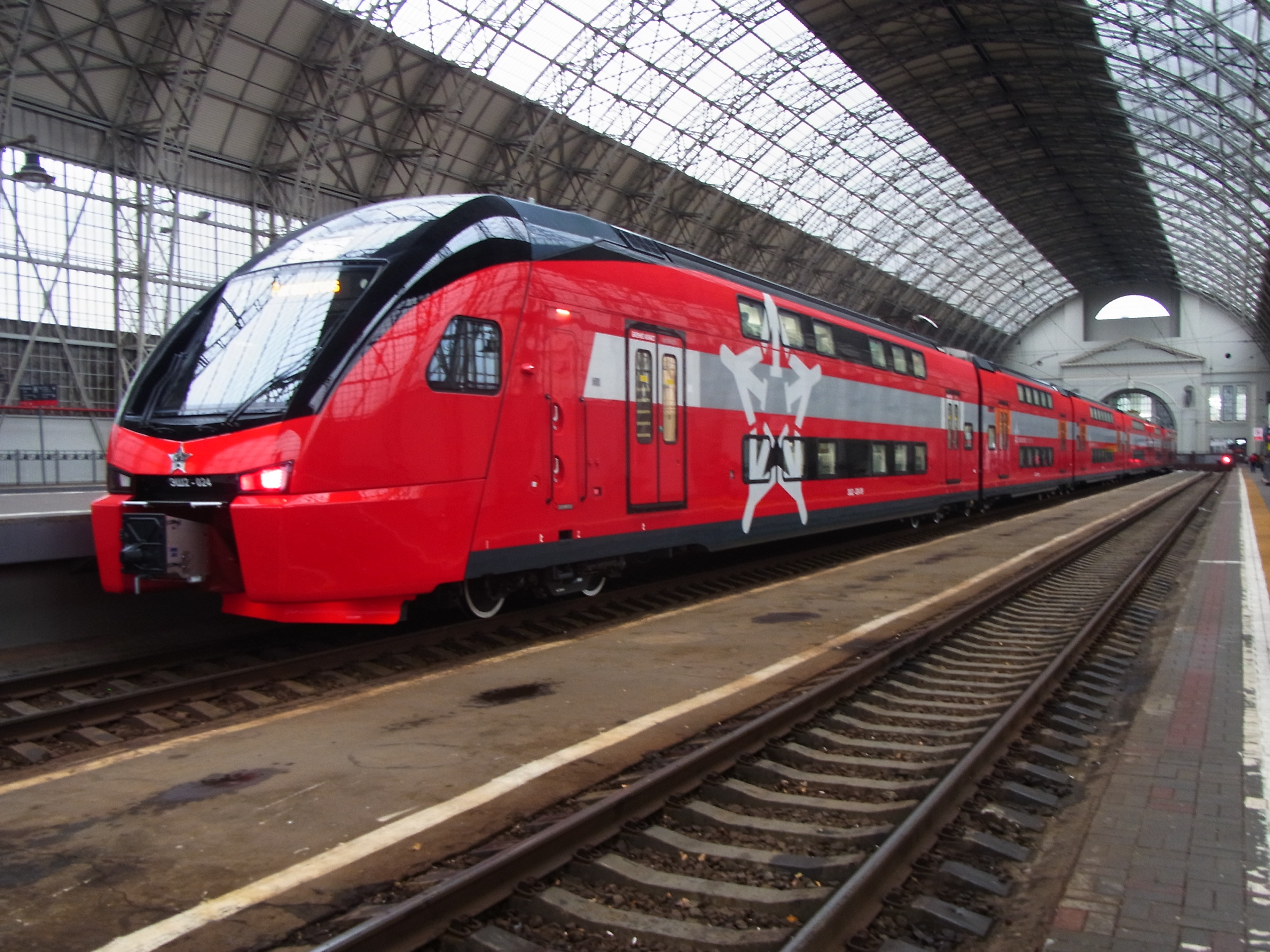
ESz2-024 dla Aeroexpressu

12 lutego 2013 rosyjski przewoźnik Aeroexpress zamówił u przedsiębiorstwa Stadler Rail 25 pojazdów KISS – 9 składów 6-wagonowych i 16 składów 4-wagonowych na potrzeby trzech linii łączących centrum Moskwy z lotniskami (Moskwa-Domodiedowo – Dworzec Pawelecki, Moskwa-Wnukowo – Dworzec Kijowski i Moskwa-Szeremietiewo – Dworzec Białoruski. Umowa zawierała opcję na dostawę kolejnych 13 składów
W drugiej połowie listopada 2014 dostarczono i zaprezentowano pierwszy 6-członowy skład. Został on wyprodukowany w zakładach Stadlera w Altenrhein w Szwajcarii i został przetransportowany najpierw rzeką Ren do portu w Amsterdamie, potem drogą morską do Estonii i dalej lądową do Rosji. W maju 2015 w Rosji znajdowały się 2 pociągi, które były poddawane testom i procedurze homologacyjnej. Dostawy pozostałych jednostek zostały zawieszone ze względu na dewaluację kursu rubla. W lutym 2016 zdecydowano się zmniejszyć zamówienie z pierwotnie planowanych 25 do 11 sztuk (2 sztuk 4-członowych i 9 sztuk 6-członowych), co pociągnęło za sobą konieczność rezygnacji z planowanej wcześniej obsługi nimi trasy Moskwa-Szeremietiewo – Dworzec Białoruski. W czerwcu 2016 wznowiono testy pociągów. 27 października 2017 miał miejsce inauguracyjny przejazd na trasie Dworzec Kijowski – port lotniczy Moskwa-Wnukowo, a 22 listopada na trasie Dworzec Pawelecki – port lotniczy Moskwa-Domodiedowo. W czerwcu 2018 wszystkie 11 pociągów było w ruchu, jako ostatnia do ruchu weszła jednostka 001, które wcześniej używana była wyłącznie do testów.
We wrześniu 2015 jedna jednostka została zaprezentowano podczas targów Expo 1520 w Szczerbince.

### Słowenia
W pierwszej połowie 2018 roku państwowy przewoźnik Slovenske železnice podpisały umowę na dostawę 10 KISSów i 16 Flirtów.

### Stany Zjednoczone
15 sierpnia 2016 amerykański przewoźnik Caltrain złożył zamówienie na dostawę 16 sztuk 6-członowych KISS-ów z opcją na 96 kolejnych. Termin dostawy wyznaczono na 2019 rok, a składy zostały zamówione z myślą o połączeniu San Francisco – San Jose. Na potrzeby zamówienia podjęto decyzję o rozbudowie fabryki Stadlera w Salt Lake City. Pod koniec 2018 roku przewoźnik zdecydował się rozszerzyć zamówienie poprzez domówienie dodatkowych członów do wszystkich jednostek oraz zamówienie 3 kolejnych jednostek 7-członowych. 9 maja 2020 pierwsza gotowa jednostka została zaprezentowana.

### Szwajcaria
SBB

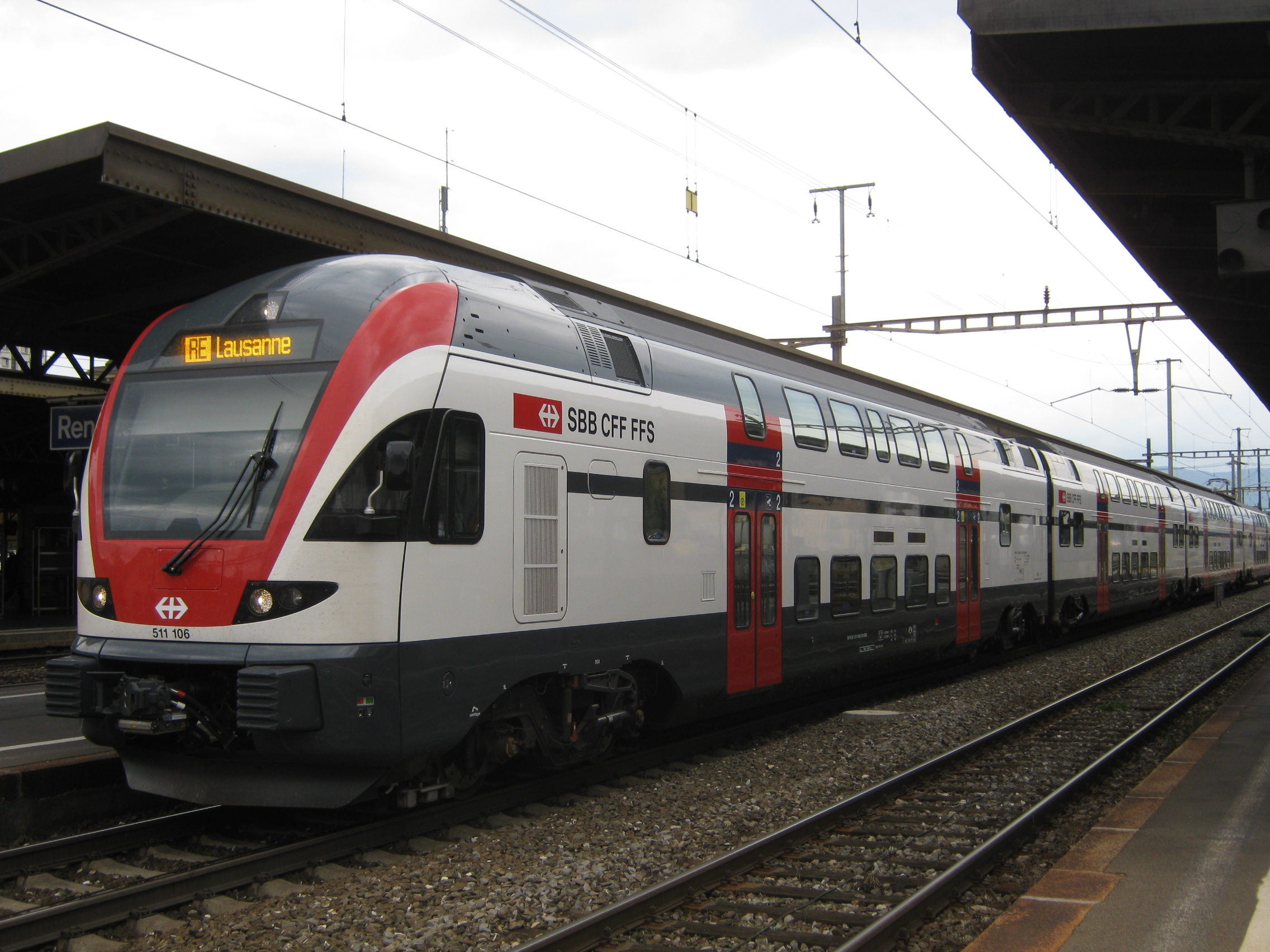
4-członowy RABe 511-106 SBB

27 czerwca 2008 szwajcarskie koleje SBB rozpisały przetarg na 50 piętrowych składów 6-wagonowych dla szybkiej kolei miejskiej w Zurychu z opcją na kolejne pojazdy. 31 sierpnia 2008 przetarg ten wygrał Stadler Rail, który zaproponował dostawę zespołów DOSTO.
4 czerwca 2010 Stadler rozpoczął budowę pierwszego pojazdu z tej rodziny. 30 czerwca przewoźnik skorzystał z opcji rozszerzenia pierwszego zamówienia i zakupił 24 składy 4-wagonowe. We wrześniu pierwsza jednostka została zaprezentowana podczas targów InnoTrans w Berlinie.
Dostawy pociągów z zamówienia podstawowego trwały w latach 2010–2015. Jednostki, prócz połączeń w Zurychu, obsługują także całą sieć przewoźnika. Składy kupione jako dodatkowe zostały dostarczone w latach 2012–2013 i skierowano je do obsługi połączeń Regio Express.
W marcu 2012 koleje SBB podpisały umowę o współpracy z przedsiębiorstwem Starbucks, na mocy której od 21 listopada 2013 w dwóch pociągach piętrowych KISS kursujących na trasie Genewa – Sankt Gallen uruchomiono wagony-kawiarnie. Na ich dolnych pokładach można kupić kawę i ciastka na wynos, a na górnych znajdują się stoliki, fotele i kanapy.
W lipcu 2014 przewoźnik postanowił skorzystać z opcji na kolejne 19 składów 6-członowych.
BLS

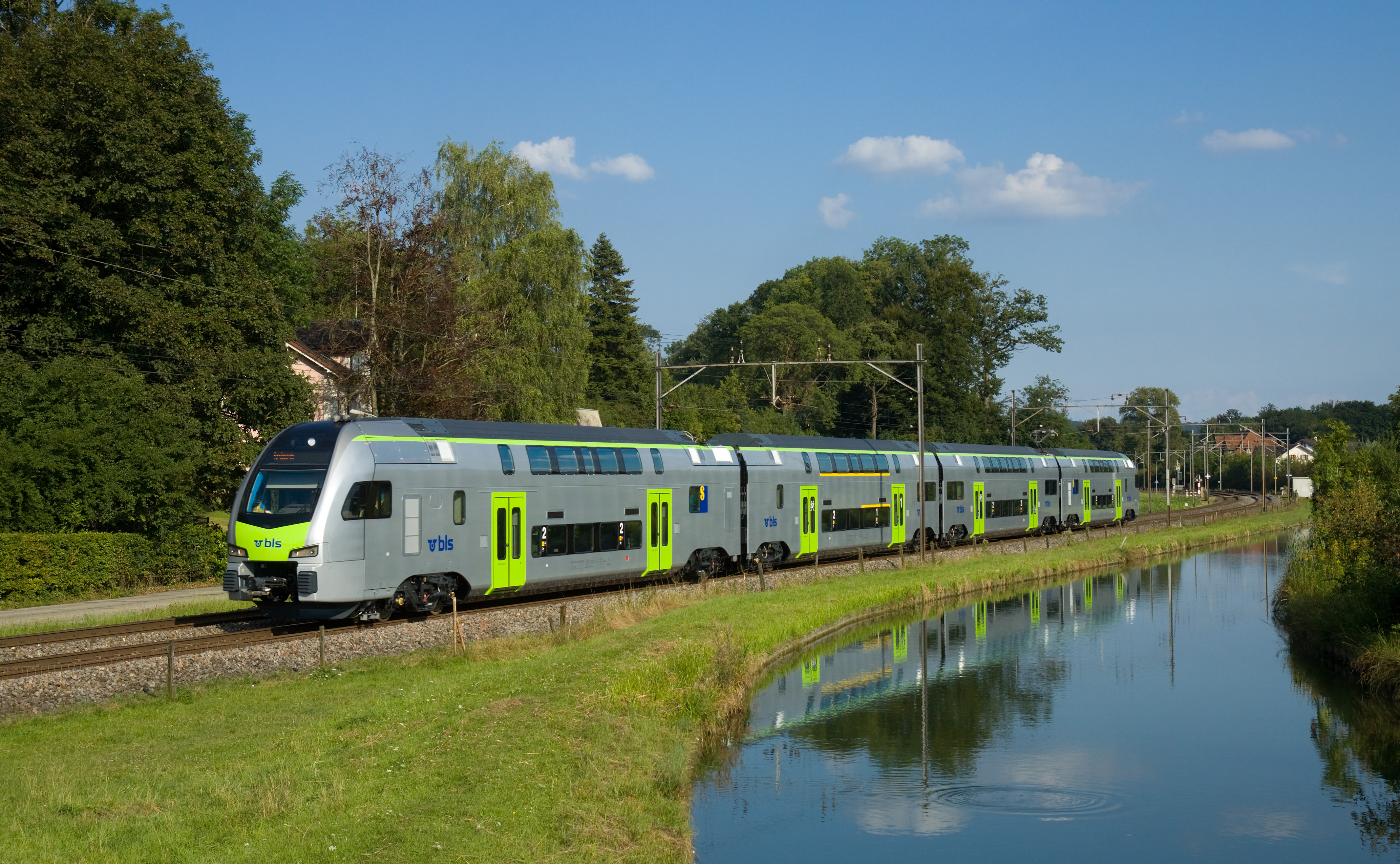
Seria RABe 515 kolei BLS

Na początku 2010 koleje BLS zamówiły 28 składów 4-wagonowych z rodziny KISS.
20 marca 2012 pierwsza gotowa jednostka została zaprezentowana w zakładach w Erlen. Od 18 do 21 września 2012 jeden z zamówionych zespołów był prezentowany podczas targów InnoTrans w Berlinie.
W grudniu 2012 wraz ze zmianą rozkładu jazdy rozpoczęto eksploatację pierwszych pociągów. Dostawy zakończono pod koniec 2014 roku.
W 2015 roku jednostki obsługiwały linie S1, S3, S6, S31 i S51 szybkiej kolei miejskiej w Bernie oraz linię Spiez – Interlaken Ost.
Zamówienie miało opcję dokupienia 3 dodatkowych jednostek, z której przewoźnik skorzystał. Ich dostawa została zaplanowana na 2017 rok.

### Szwecja
Zamówienie ze strony AB Transitio zostało złożone w imieniu spółki Mälab, która organizuje transport dla regionów Sztokholm, Södermanland, Örebro i Västmanland. Pociągi wyprodukowane przez Stadlera będą kursować na liniach: Örebro – Eskilstuna – Sztokholm – Uppsala, Sztokholm – Katrineholm – Hallsberg, Sztokholm – Norrköping – Nyköping i Sala – Linköping przez Västerås, Eskilstuna i Katrineholm.
We wrześniu 2018 jedna z jednostek została zaprezentowana w Berlinie podczas targów InnoTrans.

### Węgry

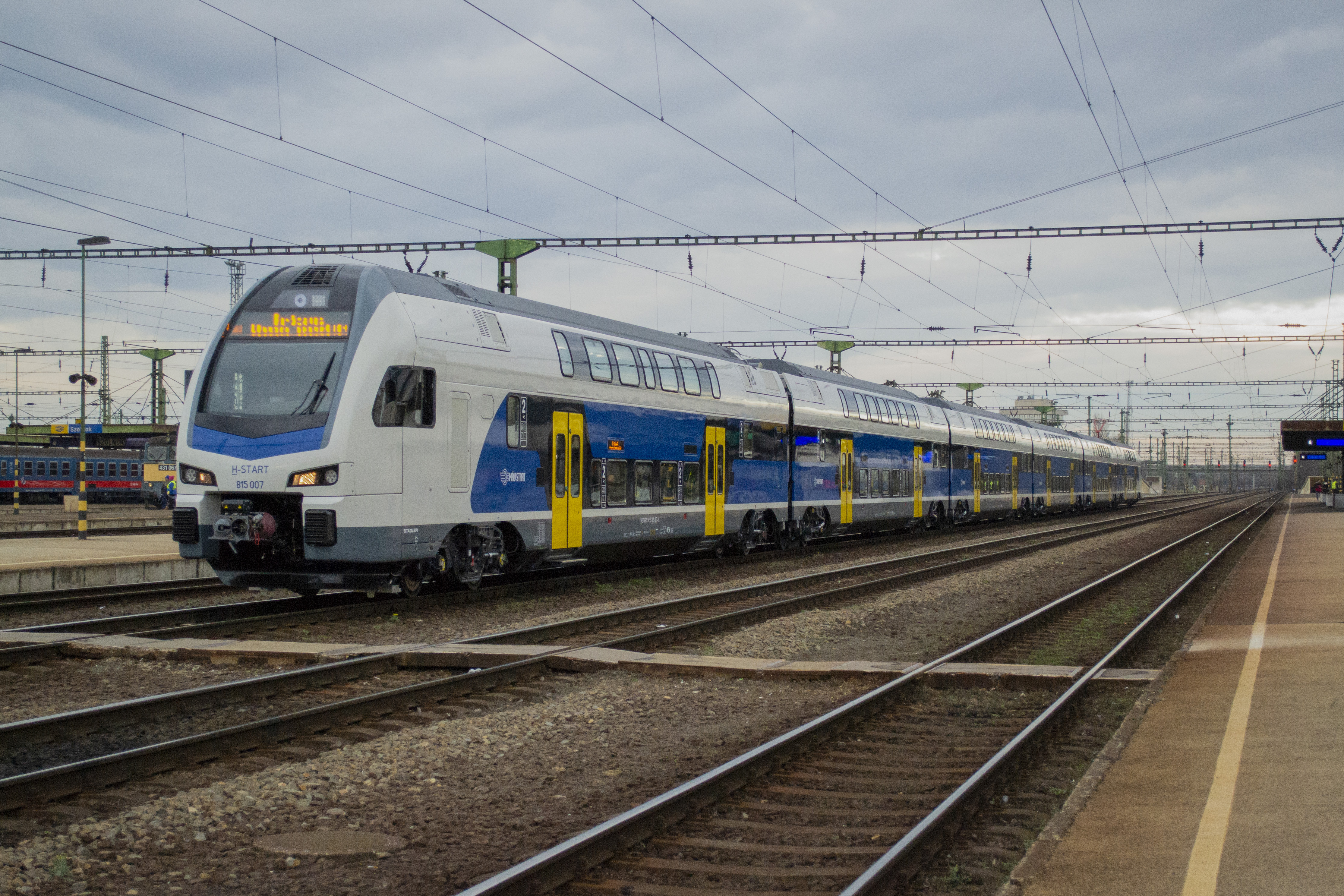
Seria 815 MÁV

12 kwietnia 2017 węgierski państwowy przewoźnik Magyar Államvasutak podpisał ze Stadlerem umowę ramową na dostawę 40 sztuk 6-wagonowych zespołów trakcyjnych Kiss. 18 sierpnia podpisano umowę na dostawę pierwszej partii liczącej 11 sztuk. W sierpniu 2018 rząd węgierski zatwierdził finansowanie zakupu kolejnych 8 pociągów, a w grudniu podpisana została umowa pomiędzy przewoźnikiem a producentem. W lipcu 2019 gotowa była pierwsza jednostka dla MÁV i została uroczyście zaprezentowana na terenie zakładu Stadlera w węgierskim Dunakeszi. W styczniu 2020 podpisano umowę na trzecią, ostatnią partię obejmującą 21 składów. 15 marca 2020 pierwsza jednostka rozpoczęła kursowanie na trasie Budapeszt Nyugati – Cegléd – Szolnok. 21 września kursowanie rozpoczęła druga jednostka.